# Liste der Monuments historiques in Rodern
Die Liste der Monuments historiques in Rodern führt die Monuments historiques in der französischen Gemeinde Rodern auf.

## Liste der Objekte
| Bezeichnung                | Beschreibung                         | Standort                        | Kennzeichnung | Schutzstatus | Datum | Bild |
| -------------------------- | ------------------------------------ | ------------------------------- | ------------- | ------------ | ----- | ---- |
| Orgel                      | Haupteintrag für PM68000325          | in der Kirche St-Georges (Lage) | PM68000932    | Classé       | 1985  |      |
| Instrumentalteil der Orgel | 1862 von Valentin Rinckenbach gebaut | in der Kirche St-Georges (Lage) | PM68000325    | Classé       | 1985  |      |